# Microbiota seminal
La microbiota seminal son las bacterias no patógenas presentes en el semen humano sano. En el semen se encuentran bacterias del género Lactobacillus, Streptococcus, Staphylococcus y Ralstonia. La presencia de las especies de bacterias varían en cada persona, en cada contexto geográfico y ecológico, y su distribución está asociada a problemas de salud como la prostatitis y VIH/sida.
Un estudio de 2019 mostró que la presencia de bacterias en el semen no juega un rol significativo con la infertilidad masculina. Un estudio anterior de 2013 mostró que el número de bacterias en el semen es superior al número de espermatozoides. Se ha argumentado que las parejas heterosexuales comparten las microbiomas de sus sistemas reproductores.
Al igual que otros hábitats de microbiomas humanos como la microbiota intestinal, la vaginal o en la leche materna, el líquido seminal humano también alberga un microbioma que incluye varios cientos de especies bacterianas por individuo con varios niveles de abundancia. El microbioma seminal, al igual que otros microbiomas humanos, es altamente personalizado. Si consideramos un grupo o población de hombres, sus microbiomas de semen son independientes en tiempo ecológico en general, y cada individuo no es diferente a una isla disponible para que los microorgamismos invadan y/o habiten.

## Especies
Un estudio de 2017 de la Universidad de Tartu en Estonia con muestras de 67 hombres mostró que la mayor cantidad de especies pertenecen al filo Bacillota, seguido de Bacteroidota, Pseudomonadota y Actinomycetota. De los 67 hombres, 21 tenían prostatitis y 46 no tenían problemas de salud en la próstata. El estudio concluyó que en los hombres sanos hay menor diversidad de especies y sobresale el género Lactobacillus, especialmente Lactobacillus iners. En los hombres con prostatitis se identificó una mayor diversidad de especies. Otros resultados de las 67 muestras fueron las siguientes:
- Distribución de especies por filo[7]
  - Bacillota,  41.7 % (promedio de las muestras)
  - Bacteroidota, 19.5 %
  - Pseudomonadota, 15.9 %
  - Actinomycetota, 9.7 %
  - Otros filos: Fusobacteriota, Spirochaetota, Synergistota, Acidobacteriota, Cyanobacteriota, entre otros.
- Distribución de especies por género
  - Lactobacillus, 23.3 % (25.2 % en hombres sanos, 19 % en hombres con prostatitis)
  - Gillisia 9.8 % (11.1 %, 10.2 %)
  - Prevotella 7.4 % (4.9 %, 6.6 %)
  - Corynebacterium 4.3 % (6.6 %, 5 %)
  - Otros géneros: Gardnerella, Dechloromonas, Diaphorobacter, Finegoldia, Porphyromonas, Peptoniphilus, Dialister, Curvibacter, Anaerococcus, entre otros con menos de 1 %.
- Las especies más abundantes fueron Lactobacillus iners, Lactobacillus crispatus, Gardnerella vaginalis y Corynebacterium seminale.